# Stefan Niesiołowski

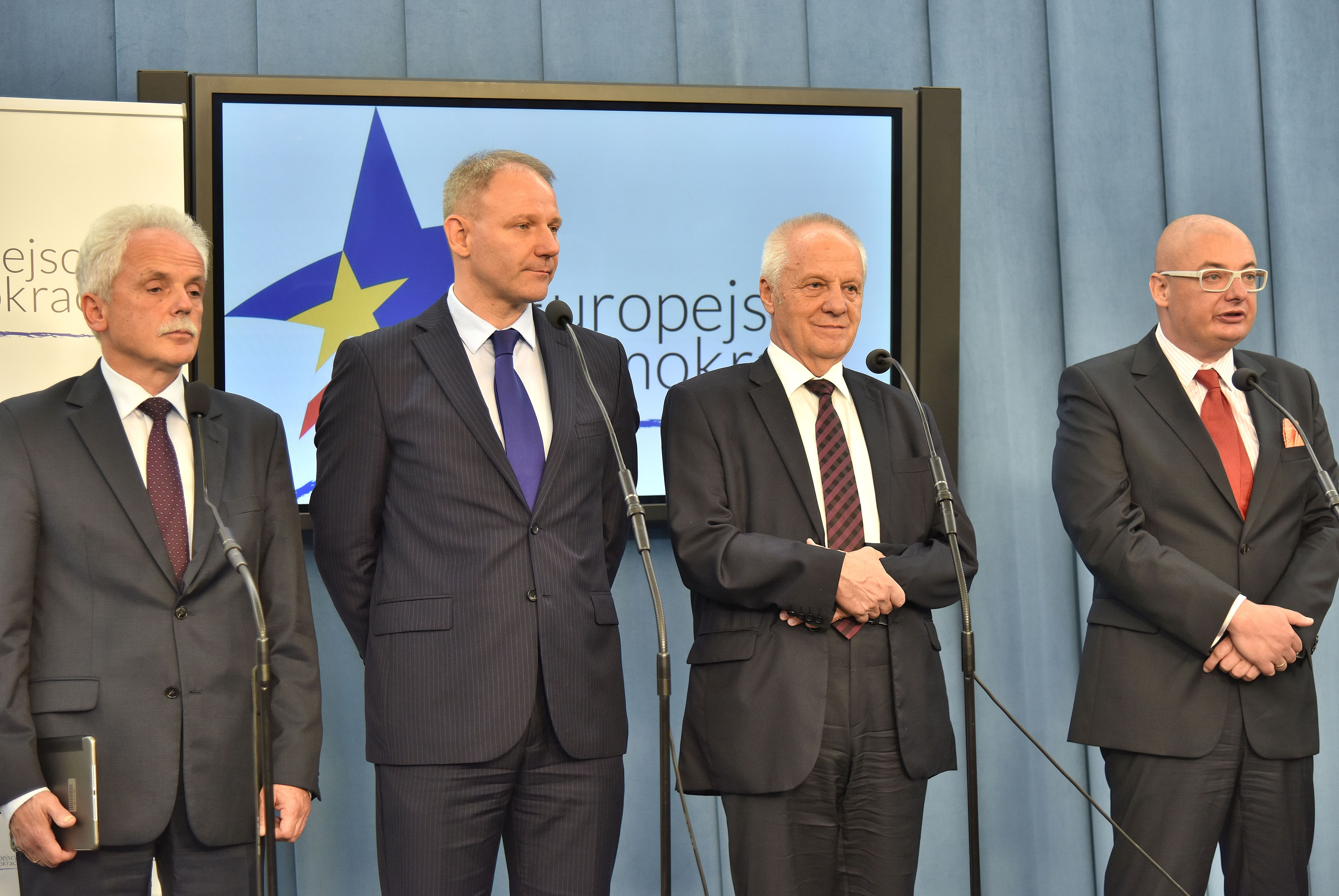
W Sejmie razem z członkami koła poselskiego Europejscy Demokraci: Stanisławem Huskowskim, Jackiem Protasiewiczem i Michałem Kamińskim (2016)

Stefan Konstanty Niesiołowskiⓘ (ur. 4 lutego 1944 w Kałęczewie jako Stefan Myszkiewicz-Niesiołowski) – polski polityk, entomolog i nauczyciel akademicki, profesor nauk biologicznych, działacz opozycji demokratycznej w okresie PRL. Poseł na Sejm X, I, III, VI, VII i VIII kadencji (1989–1993, 1997–2001, 2007–2019), w latach 2005–2007 senator VI kadencji, w latach 2007–2011 wicemarszałek Sejmu VI kadencji.

## Życiorys

### Wykształcenie i działalność naukowa
W 1966 ukończył studia na Wydziale Biologii i Nauk o Ziemi Uniwersytetu Łódzkiego i podjął następnie pracę jako pracownik naukowy tej instytucji. W 1979 uzyskał stopień doktora nauk biologicznych, a w 1990 stopień doktora habilitowanego. W 2005 otrzymał tytuł naukowy profesora nauk biologicznych. Jako nauczyciel akademicki związany z macierzystą uczelnią, został profesorem w Katedrze Zoologii Bezkręgowców i Hydrobiologii UŁ. Specjalizuje się w zagadnieniach z zakresu entomologii.

### Działalność publiczna do 1989
Podczas studiów był uczestnikiem duszpasterstwa akademickiego. W 1965 został współzałożycielem (wraz z Andrzejem Czumą, Benedyktem Czumą, Marianem Gołębiewskim i Emilem Morgiewiczem) konspiracyjnej organizacji Ruch. W latach 1968–1970 uczestnik akcji wynoszenia z instytucji państwowych sprzętu poligraficznego do wydawania podziemnego „Biuletynu”, gdzie był autorem tekstów o tematyce historycznej. W 1965 namalował słowo „Katyń” na pomniku przyjaźni polsko-radzieckiej w Łodzi, w sierpniu 1968 zrzucił tablicę z płaskorzeźbą Włodzimierza Lenina ze szczytu Rysów w Tatrach, a w 1970 był pomysłodawcą podpalenia Muzeum Lenina w Poroninie.
W czerwcu 1970 został aresztowany w związku z oskarżeniem o przygotowania do obalenia przemocą ustroju PRL. 23 października 1971 skazany wyrokiem Sądu Wojewódzkiego w Warszawie na karę 7 lat pozbawienia wolności. Karę odbywał w zakładzie karnym w Barczewie. 24 września 1974 zwolniony został na mocy amnestii. W grudniu 1975 został sygnatariuszem listu do Sejmu PRL przeciwko proponowanym zmianom w Konstytucji PRL. Od 1977 działał w ROPCiO, publikował teksty w niezależnym piśmie „Opinia”.
Od września 1980 należał do Niezależnego Samorządnego Związku Zawodowego „Solidarność”, był członkiem Komitetu Założycielskiego na Uniwersytecie Łódzkim, a w 1981 przewodniczącym komisji uczelnianej związku. W maju 1981 był delegatem na I WZD Regionu Ziemia Łódzka. Współzałożyciel, autor i redaktor pisma związkowego „Solidarność Ziemi Łódzkiej”.
Po wprowadzeniu stanu wojennego w Polsce został internowany w ośrodku odosobnienia w Jaworzu, a następnie w Darłówku. 26 listopada 1982 został zwolniony z internowania. Później prowadził wykłady i prelekcje w kościołach, publikował także w pismach podziemnych: „Antyk”, „Kurs”, „Biuletyn Uniwersytetu Łódzkiego”, „Prześwit”, „Tygodnik Mazowsze”.
W związku ze swoją działalnością opozycyjną w latach 1970–1973, 1974–1986 i 1986–1987 był rozpracowywany przez funkcjonariuszy Służby Bezpieczeństwa.

### Działalność publiczna od 1989

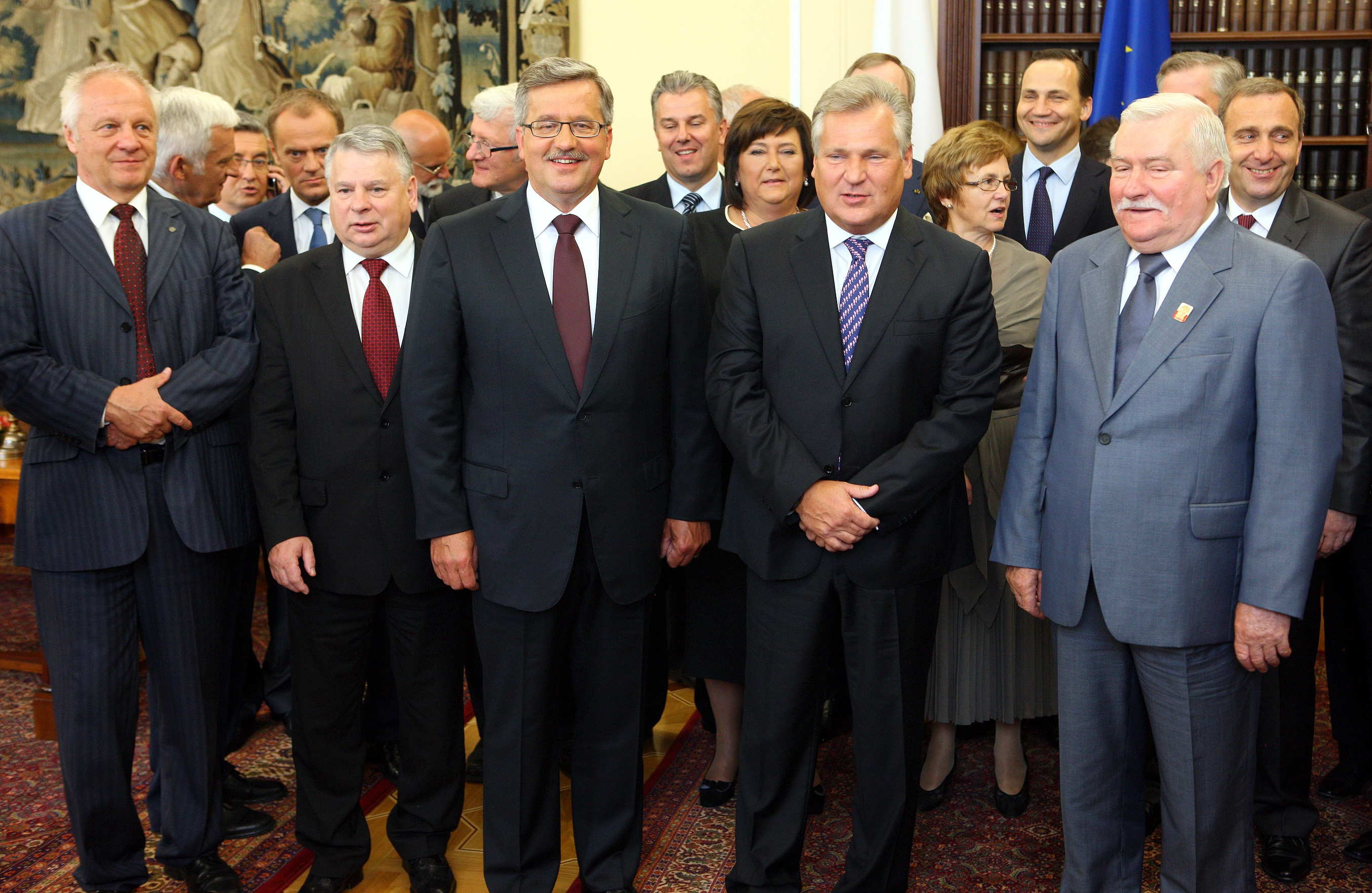
Stefan Niesiołowski (pierwszy z lewej) w Kancelarii Senatu podczas zaprzysiężenia Bronisława Komorowskiego na prezydenta RP (2010)

Był współzałożycielem Zjednoczenia Chrześcijańsko-Narodowego, od początku zasiadając w jego władzach naczelnych. W sejmie kontraktowym wspólnie z Markiem Jurkiem i Janem Łopuszańskim współtworzył charakterystyczny wizerunek tej partii. Wystąpił ze Zjednoczenia w 2001, w tym samym roku krótko związany był z Przymierzem Prawicy. W 2003 wraz ze Zbigniewem Romaszewskim i Janem Rulewskim współtworzył ugrupowanie Suwerenność-Praca-Sprawiedliwość.
Był posłem trzech kadencji – w latach 1989–1991 z ramienia Komitetu Obywatelskiego, w latach 1991–1993 z ramienia Wyborczej Akcji Katolickiej i w latach 1997–2001 z ramienia Akcji Wyborczej Solidarność, kiedy przewodniczył zespołowi chrześcijańsko-narodowemu w ramach klubu parlamentarnego AWS, który skupiał posłów i senatorów ZChN. W wyborach parlamentarnych w 2001 kandydował ponownie na posła z poparciem Ruchu Społecznego AWS, jednak Akcja Wyborcza Solidarność Prawicy nie uzyskała mandatów w Sejmie.
W 2005 został wybrany na senatora z okręgu łódzkiego z rekomendacji Platformy Obywatelskiej (startował jako bezpartyjny, następnie wstąpił do PO). PO zgłaszała jego kandydaturę na wicemarszałka Senatu, jednak została ona odrzucona w tajnym głosowaniu. W trakcie VI kadencji Senatu pełnił funkcję przewodniczącego Komisji Spraw Zagranicznych.
W wyborach parlamentarnych w 2007 po raz czwarty uzyskał mandat poselski, otrzymując w okręgu lubuskim 69 385 głosów. 6 listopada 2007 został wybrany wicemarszałkiem Sejmu, otrzymując 292 głosy poparcia przy 158 głosach sprzeciwu. Objął również funkcję przewodniczącego Polsko-Tajwańskiego Zespołu Parlamentarnego.
W wyborach w 2011 został wybrany na posła VII kadencji, otrzymując w okręgu lubuskim 36 993 głosy. W 2015 również z powodzeniem ubiegał się o poselską reelekcję (dostał 29 304 głosy). We wrześniu 2016 wystąpił z PO, współtworząc koło poselskie i stowarzyszenie Europejscy Demokraci, które w listopadzie tego samego roku współtworzyło Unię Europejskich Demokratów. W 2017 zasiadł w zarządzie krajowym tej partii, a w lutym 2018 w federacyjnym klubie poselskim PSL-UED (po rozwiązaniu koła UED), przekształconym w lipcu 2019 w klub PSL-Koalicja Polska. Wszedł w skład Komitetu Wspierania Muzeum Historii Żydów Polskich Polin w Warszawie.
W styczniu 2019 prokurator Prokuratury Krajowej wystąpił o uchylenie politykowi immunitetu w związku z zamiarem przedstawienia mu zarzutów dokonania przestępstw korupcyjnych z lat 2013–2015. Stefan Niesiołowski zrzekł się immunitetu i zaprzeczył popełnieniu zarzuconych mu w kwietniu tego samego roku czynów (mających polegać na przyjmowaniu i żądaniu korzyści osobistych oraz majątkowych od znanych mu przedsiębiorców). Nie wystartował w wyborach parlamentarnych w 2019 i ogłosił zakończenie swojej aktywności politycznej. W czerwcu 2022 Sąd Rejonowy dla Łodzi-Widzewa w Łodzi nieprawomocnie uniewinnił polityka od wszystkich zarzucanych mu czynów. We wrześniu 2023 Sąd Okręgowy w Łodzi nie uwzględnił apelacji prokuratora i utrzymał w mocy wyrok uniewinniający, co prawomocnie zakończyło postępowanie w sprawie.
W lutym 2025 powrócił do Platformy Obywatelskiej, zostając członkiem nowo utworzonego koła PO Łódź Centrum.

## Życie prywatne
Jego dziadek Bronisław Łabędzki został w 1905 zesłany na Syberię za organizowanie strajku szkolnego. Wuj Tadeusz Łabędzki był jednym z przedwojennych przywódców Młodzieży Wszechpolskiej. Został zabity w 1946 przez funkcjonariuszy Ministerstwa Bezpieczeństwa Publicznego w czasie przesłuchania. Ojcem Stefana Niesiołowskiego był Janusz Myszkiewicz-Niesiołowski, uczestnik wojny polsko-bolszewickiej oraz kampanii wrześniowej, w czasie II wojny światowej żołnierz Armii Krajowej. Jego matką była Halina z domu Łabędzka.
Stefan Niesiołowski jest żonaty z Anną Królikowską-Niesiołowską; ma córkę Joannę. Brat Marka Niesiołowskiego, również działacza opozycji w okresie PRL. Nosił po ojcu podwójne nazwisko Myszkiewicz-Niesiołowski, które formalnie zmienił w 2010.

## Odznaczenia i wyróżnienia
Ordery i odznaczenia
- Krzyż Kawalerski Orderu Odrodzenia Polski – 1989, nadany przez prezydenta RP na uchodźstwie[27]
- Krzyż Wolności i Solidarności – 2017, nadany przez prezydenta RP Andrzeja Dudę[28][29] (odmówił jego przyjęcia[30])
- Wielka Wstęga Orderu Lśniącej Gwiazdy – 2009, Republika Chińska[31][32]
- Złoty Krzyż Honorowy Bundeswehry – 2014, Niemcy[33]

Wyróżnienia
- W 2007 został laureatem plebiscytu programu Szkło kontaktowe emitowanego w TVN24, otrzymując „Lustro Szkła Kontaktowego”.
- W 2013 na jego cześć został nazwany gatunek muchówki, Suillia niesiolowskii, odkryty przez Andrzeja Józefa Woźnicę[34].

## Publikacje
- „Ruch” przeciw totalitaryzmowi (pod pseudonimem Ewa Ostrołęcka), Niezależna Oficyna Wydawnicza, Warszawa 1985.
- Wysoki brzeg, „W Drodze”, Poznań 1989.
- Spojrzenie na Amerykę, „Kurs”, Warszawa-Łódź 1990.
- Niemieccy przeciwnicy Hitlera, Liber, Łódź 1995.
- Meszki (Simuliidae, Diptera) (współautor Ewa Bokłak), Wyd. UŁ, Łódź 2001.
- W wolnej III Rzeczypospolitej. Wybór tekstów prasowych 1990–2001, „Apla”, Łódź 2001.
- Muchówki (Diptera), wujkowate (Empididae: Hemerodromiinae, Clinocerinae), Wyd. UŁ, Łódź 2005.
- Nie walczyliśmy na próżno, Oficyna Wydawniczo-Poligraficzna „Adam”, Warszawa 2009.